# Baden Württemberg Open
Het Drei Thermen Golfresort Baden Württemberg Open  was een eenmalig golftoernooi van de Duitse EPD Tour. Het werd van 22-24 mei 2009 gespeeld op de baan van de Drei Thermen Golfresort in Bad Bellingen in de deelstaat Baden Württemberg.
Het toernooi werd met een score van -10 gewonnen door Bernd Ritthammer. Op de tweede plaats eindigde de Duitse amateur Sebastian Schwind met -8. Beste Nederlander was Richard Kind, met -3 eindigde hij op een gedeeld 7de plaats.
De baan ligt ten Noorden van Bazel, ter hoogte van Mulhouse, en heeft uitzicht op het Zwarte Woud en de Franse Vogezen.